# Passalora euphorbiae
Passalora euphorbiae är en svampart som först beskrevs av Karak., och fick sitt nu gällande namn av Arx 1983. Passalora euphorbiae ingår i släktet Passalora och familjen Mycosphaerellaceae.   Inga underarter finns listade i Catalogue of Life.